# Pterolophia dohertyana
Pterolophia dohertyana är en skalbaggsart som beskrevs av Stefan von Breuning 1968. Pterolophia dohertyana ingår i släktet Pterolophia och familjen långhorningar. Inga underarter finns listade i Catalogue of Life.